# Kara-Ketsche

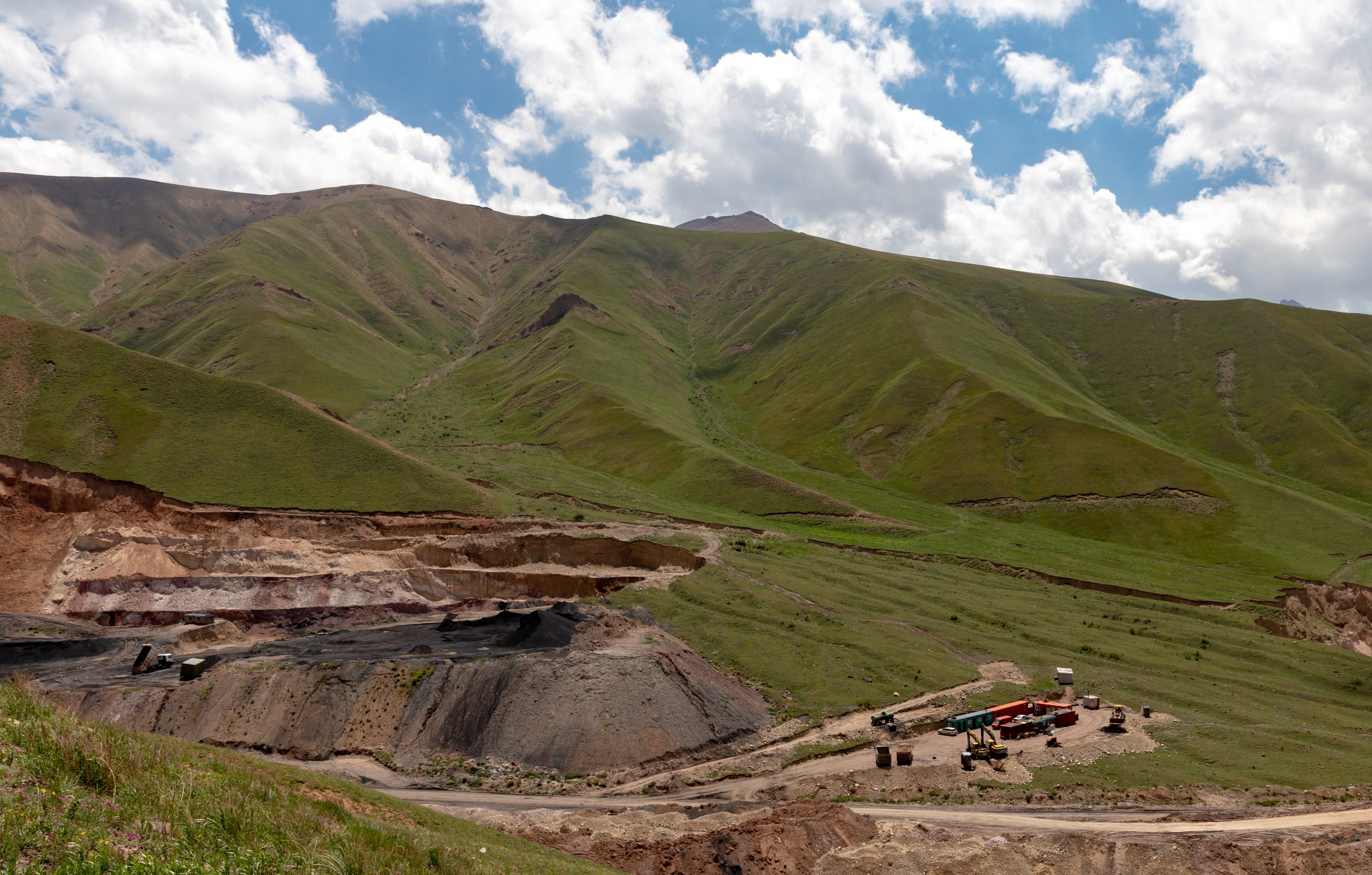
Kohlemine in Karaketsche (2018)

Karaketsche (Kirgisisch: Каракече, auch Kara-Ketsche) ist ein Kohlebergbaugebiet im Rajon Dschumgal des Gebiets Naryn in Kirgisistan. Es liegt im Tal des Karaketsche (Narynbecken) zwischen den Bergketten des Moldotoo und Kabaktoo, 25–30 km südlich von Tschaek. Dort befinden sich fünf Kohletagebaue, aus denen etwa die Hälfte der nationalen Kohleproduktion Kirgisistans stammt. Diese Kohle wird größtenteils über die Bahnstrecke aus Balyktschy nach Bischkek transportiert. Die Verlängerung dieser Eisenbahnstrecke bis nach Karaketsche wurde 2013 vorgeschlagen, während andere Berichte darauf hindeuteten, dass die Minen China als Gegenleistung für den Bau einer transkirgisischen Eisenbahnstrecke angeboten werden könnten, die Andijon (Usbekistan) mit Kaschgar (China) verbindet.
Am 31. März 2022 startete Sadyr Dschaparow den Bau der neuen 186 km langen Bahnstrecke von Balyktschy nach Karaketsche.

## Geschichte
Die Minen entstanden während der Sowjetära. Nach der Unabhängigkeit wurden sie teilweise privatisiert, das Hauptbergwerk blieb jedoch zu 70 % im Besitz des Staatsunternehmens Ak-Ulak. Nachrichtenberichten zufolge glaubten die Menschen vor Ort, dass kleinere private Betreiberunternehmen ihre jeweiligen Betriebe entwertet hätten und kaum Versuche unternommen hätten, grundlegende Finanz- oder Umweltstandards einzuhalten.